# Alexandra Schmidt
Pour les articles homonymes, voir Schmidt.
Alexandra Schmidt, née en 1994 à Graz, est une actrice de cinéma, de séries télévisées et de théâtre autrichienne,,. 

## Filmographie
- 2013 : Taking It Back : Dunja
- 2014 : Adam : la prostituée #2
- 2016 : Agony : Sandra
- 2017 : Siebzehn : Lilli
- 2018 : SOKO Kitzbühel (de) (série télévisée) : Eva Moser
- 2018 : Party Hard Die Young : Lexi
- 2018 : Vienna Crime Squad (série télévisée) : Theresa Degen